# Knipan (ö i Finland)
Knipan är en ö i Finland. Den ligger i Norra kvarken och i kommunerna Vörå och Korsholm i landskapet Österbotten, i den västra delen av landet. Ön ligger omkring 35 kilometer norr om Vasa och omkring 400 kilometer norr om Helsingfors.
Öns area är 1 hektar och dess största längd är 150 meter i sydöst-nordvästlig riktning.